# NGC 3391
NGC 3391 ist eine Spiralgalaxie vom Hubble-Typ Sc im Sternbild Löwe auf der Ekliptik. Sie ist schätzungsweise 128 Millionen Lichtjahre von der Milchstraße entfernt und hat einen Durchmesser von etwa 100.000 Lj.

Im selben Himmelsareal befinden sich u. a. die Galaxien NGC 3367, NGC 3377, NGC 3412, NGC 3419.
Das Objekt wurde am 1. April 1864 von Albert Marth entdeckt.